# Gianni Naso
 Giancarlo D'Ovidio, cunoscut ca Gianni Naso, (n. 27 iulie 1945, Roma, Regatul Italiei) este un disc jockey italian.